# الصفح (حبيش)

تعديل مصدري - تعديل

الصفح محلة تابعة لقرية هدافة، التابعة لعزلة قحزة بمديرية حبيش إحدى مديريات محافظة إب في الجمهورية اليمنية، بلغ تعداد سكانها 85 حسب تعداد اليمن لعام 2004.